# Jordi de Bolós Capdevila
Jordi de Bolós Capdevila (Barcelona, 21 d'octubre de 1929 - Barcelona, 15 de juliol de 2022) fou un farmacèutic, químic i catedràtic d'universitat català.
Fill petit d'Antoni de Bolòs i Vayreda i germà d'Oriol de Bolòs i Capdevila, Maria del Tura de Bolòs i Capdevila i Xavier de Bolòs Capdevila, va estudiar la llicenciatura de farmàcia a la Universitat de Barcelona continuant amb la llarga nissaga familiar de més de catorze generacions de farmacèutics i també va llicenciar-se en ciències químiques, especialitzat en química física, a la mateixa universitat.
La seva trajectòria farmacèutica va començar quan el seu pare Antoni de Bolòs i Vayreda, botànic que va vendre la seva farmàcia d'Olot i va adquirir l'antiga Farmàcia Novellas, canviant-li en nom a Farmàcia Bolós, el 1927, comprant-li a Antoni Novellas i Roig i posteriorment cedint-li al seu fill. Aquest va restar fins que va acabar el seu últim any com a farmacèutic l'any 2017, amb 87 anys. Ara, la farmàcia es troba en mans del seu fill, Jordi de Bolós Giralt, que constitueix la 17a generació d'una nissaga de farmacèutics que han mantingut la vocació familiar al llarg dels anys i que d'igual forma continuen la Núria de Bolós i la Marta de Bolós.
Bolós Capdevila també va ser catedràtic de la Universitat de Barcelona a l'Àrea de coneixement de Química i Física del 1988 al 2000. Fou elegit acadèmic corresponent de la Reial Acadèmia de Farmàcia de Catalunya el 14 de desembre de 1998, prenent possessió el 10 d’abril de 2000, i posteriorment fou elegit acadèmic numerari el 17 de desembre de 2003, prenent possessió el 19 d’abril de 2004. El 31 de desembre de 2004 passà a acadèmic numerari emèrit.